# ژنرال ایستاده می‌خوابد
ژنرال ایستاده می‌خوابد (ایتالیایی: Il generale dorme in piedi) یک فیلم کمدی ایتالیایی به کارگردانی فرانچسکو ماسارو است که در سال ۱۹۷۲ منتشر شد. این فیلم بر پایهٔ رمانی به همین نام اثرِ جوزپه دآگاتا ساخته و در شهرهای رم، فلورانس و تونس فیلم‌برداری شد.

## بازیگران
- اوگو تونیاتسی
- ماری‌آنجلا ملاتو
- فرانکو فابریتسی
- ماریو اسکاچا
- استفانو ساتا فلورس
- ککو ریسونه
- دانیله وارگاس
- ژرژ ویلسون
- اروس پاگنی
- فلاویو بوچی